# Dorothy Arnold
Dorothy Harriet Camille Arnold. (1884 - Desaparecida el 12 de diciembre de 1910). Fue una dama americana de la alta sociedad a principios del siglo XX, que se dio a conocer tras haber desaparecido mientras paseaba en las calles de Nueva York, en el año 1910.

## Biografía
Dorothy era hija de Francis Arnold, un rico importador de perfumes, y sobrina del magistrado Rufus Peckham Wheeler. Se graduó de la universidad Bryn Mawr College y trató de convertirse en escritora, sin éxito.

## Desaparición
La mañana del 12 de diciembre de 1910, Arnold salió de la casa de sus padres ubicada en Manhattan, Nueva York, con la intención de comprarse un vestido para la fiesta de presentación en sociedad de su hermana, Marjorie. Se supo que ella se dirigió primero hacia la tienda Park & Tilford, ubicada en una esquina de la Quinta Avenida y la calle 27, donde cargó a su cuenta una libra de caramelos. Después de esto fue vista por última vez en la librería Brentano, localizada en la calle 26, donde compró un libro de epigramas. En la librería se encontró con una amiga quien más tarde mencionó que ella le dijo que regresaría a casa a través de Central Park. Sin embargo nunca volvió.

## Investigación
En un principio los Arnold no hicieron público el caso debido al temor de pasar una vergüenza pública, esto se debe a que Dorothy se había fugado un mes antes con George Griscom, Jr, durante una semana. En lugar de dar parte a la policía, llamaron a un amigo de la familia llamado John S. Keith, quien hizo preguntas discretas y contrató a la Agencia Nacional de Detectives Pinkerton para investigar su desaparición. Keith la buscó en hospitales, morgues y cárceles, de Nueva York, Boston y Filadelfia por un periodo de tres semanas hasta darse por vencido.
Tras seis semanas después de su desaparición, la familia Arnold decidió dar parte a la policía. Durante una conferencia de prensa Francis Arnold mencionó que creía que Dorothy había sido atacada y asesinada en Central Park, y su cuerpo arrojado al estanque. Pese a esta teoría, se negó a mencionar el nombre de Griscom, que sería localizado por los periodistas. Griscom, quien se encontraba en Nápoles, envió un telegrama en el que dijo no saber dónde se encontraba Dorothy.
Para enero de 1911 la madre de Dorothy y su hermano John viajaron a Italia para interrogarlo a la fuerza, sin pruebas contundentes. Este solo les entregó una carta donde ella comentaba su tristeza por un artículo que había escrito a una revista, el cual había sido rechazado. 
Intrigado por su desaparición, más tarde Griscom gastó miles de dólares en busca de Dorothy y publicó anuncios en los principales periódicos, pidiéndole que volviera a casa. Sin ningún resultado.

## Teorías y rumores sobre su desaparición
Uno de los rumores mencionados fue que ella se encontraba con amnesia en algún hospital, pero no se encontró a nadie con su descripción. Otros decían que podía haber muerto tras un aborto fallido. Algunos amigos de Dorothy, sospecharon que pudo haberse suicidado debido a que Griscom se negó a casarse con ella. Sin embargo el rumor que cobró más fuerza, fue que ella había quedado embarazada fuera del matrimonio, y se había exiliado en Suiza. Todo habría sido un plan muy bien elaborado para ocultar el escándalo.
Cuando se buscaron posibles pistas en el cuarto de Dorothy, su familia encontró información y promociones de diferentes líneas navieras con destino a Europa. Se contactó a las empresas para que averiguaran si se encontraba rumbo a este continente. Los agentes de la Agencia Nacional de Detectives Pinkerton fueron instruidos para certificar todos los barcos provenientes de Nueva York y notificar si se había realizado la travesía. Aunque algunas mujeres se asemejaban a la descripción de Dorothy, la información resultó ser una pista falsa. Después de esto hubo varios avistamientos sobre Dorothy en todo Estados Unidos, que resultaron ser falsos.
En 1916, un convicto del estado de Rhode Island, afirmó que alguien parecido a Griscom, le pagó 150 dólares por cavar una tumba para Arnold en un sótano, ubicado en una casa cerca de West Point (Nueva York). La policía investigó este hecho, pero no encontró ni rastro de algún cadáver.

## Posinvestigación
Francis Arnold, falleció en 1922, después de haber gastado más de 100.000 dólares tratando de encontrar a su hija. En su testamento declaró que había llegado a creer que su hija estaba muerta.
Su esposa falleció seis años después, en 1928. El caso sigue sin resolverse en la actualidad.